# Thomisus stenningi
Thomisus stenningi är en spindelart som beskrevs av Pocock 1900. Thomisus stenningi ingår i släktet Thomisus och familjen krabbspindlar. Inga underarter finns listade i Catalogue of Life.